# 海底の神殿
『神殿』（しんでん、The Temple）とは、ハワード・フィリップ・ラヴクラフトの小説。

## 概要
1920年に執筆され、パルプ雑誌『ウィアード・テイルズ』の1925年9月号に掲載された。第1次世界大戦の海を舞台としたドイツ海軍のUボート（潜水艦）の物語で、ユカタン半島沿岸で発見された手記という体裁の作品。

## あらすじ
物語は、潜水艦U29の艦長カルル・ハインリッヒの視点で描かれる。
1917年、ドイツ海軍の潜水艦U29は、リヴァプールからニューヨークに向けて航海中の貨物船ヴィクトリー号を攻撃する。日没前にU29が海面に浮上すると一人のギリシア人らしい若者の死体が艦にしがみついて死んでいた。海兵たちは、死体から象牙細工を奪い取って海に捨てた。それ以来、艦内では、信心深い海兵が心霊現象を目撃したと騒ぎ出すようになる。特にミュラー兵曹長は、海中に泳ぐ人影を見たと主張してハインリッヒに拷問される。また海兵ツィンマーを先頭に数名の海兵が例のギリシア人から奪った象牙細工を海に捨てるように抗議し始める。
その後も次々に事件が起こり、最終的に海兵たちは、ハインリッヒ艦長によって殺されてしまう。一人生き残ったハインリッヒも海底の都市を発見し、やがて正気を失い神殿から光が放たれているという首尾一貫した幻覚に取り付かれる。8月20日、彼は、手記をビンに入れて海に流し、潜水服をまとって海底神殿に向かう。

### 登場人物
- カルル・ハインリッヒ（Karl Heinrich） - 物語の語り手。アルトベルク・エーレンシュタイン伯爵、ドイツ海軍少佐、潜水艦U29の艦長のプロイセン人。ドイツ的精神の持ち主の軍人。
- クレンツェ大尉（Klenze） - ハインリッヒの部下。女々しいラインラント人。
- ミュラー兵曹長（Müller） - 高齢でアルザス地方出身の”迷信深い豚”。
- 他にも数名のドイツ兵。

### 物語の経過
- 6月18日 - イギリス貨物船ヴィクトリー号を撃沈し、カメラで記録映像を残した後、生存者の乗った救命ボードを銃撃する。
- 6月20日 - 定期船ダキア号を攻撃するため海上に留まる。海兵ボーンとシュミットが錯乱したため軍紀を守るため、断固たる処置を取る。
- 6月27日 - ミュラーとツィンマーが艦内から姿を消す。
- 6月28日 - クレンツェ大尉が艦の周りにイルカが増えているとか海流がおかしいと主張し始める。ダキア号を見失い、正午にヴィルヘルムスハーフェンに帰投することを決定する。イルカと滑稽なひと悶着が起こる。
- 6月29日 - 午前２時に機関室で爆発が起こる。機関士ラアベ、シュナイダーが即死する。
- 7月2日 - 艦は、南に流され続けている。アメリカ国旗を掲げた軍艦を見た海兵トラウベが降伏しようと主張したので射殺する。
- 7月3日 - 艦は、危険な状況に陥ったため潜航するが浮上できなくなる。騒ぎ出した海兵たちに拳銃を見せ、命令を与えて忙しく働かせて黙らせる。
- 7月4日 - 午後5時、残った6名の海兵がヤンキーに降伏しなかったことを理由に暴発し、艦をあちこち破壊したので全員を射殺する。艦内は、ハインリッヒとクレンツェの二人だけになる。
- 8月9日 - 艦は、完全に海底まで沈降する。
- 8月12日 - 午後3時15分、クレンツェが錯乱し、二重ハッチから海に飛び出していく。
- 8月15日 - 古代の海底都市に潜水艦は、流れ着く。
- 8月16日 - 一人生き残ったハインリッヒは、潜水服を用意して海底の都市を調査する。
- 8月17日 - 石を穿って作られた神殿を調査する。残る電気が少なくなり艦内から動けなくなる。
- 8月18日 - 土曜日。電気もマッチも蝋燭も使い切って闇の中で過ごす。
- 8月19日 - 例の神殿から松明が揺れているような輝き、美しい歌声が聞こえて来た。
- 8月20日 - 北緯20度西経35度の地点から手記を入れたビンを放出する。

## 解説
1917年に書かれた『ダゴン』と同じく、第1次世界大戦を舞台とした物語。終始、主人公であるハインリッヒは、ドイツ的精神、ドイツ人の意志、プロイセン人、プロイセンの文化などに触れ、同じドイツ海兵の部下たちに対する苛立ちや不満を挙げる傲慢で冷酷な人物として描かれている。特にアルザス地方出身のミュラーを迷信深い、ラインラント出身のクレンツェを女々しいと揶揄し、貴族の自分に比べ、彼らが平民であることも指摘している。また救助ボートを攻撃して生存者を殺害したり任務に支障を及ぼす部下を次々に殺害していく。

## 収録
- 創元推理文庫『ラヴクラフト全集5』大瀧啓裕訳「神殿」
- 星海社FICTIONS『クトゥルーの呼び声』森瀬繚訳「神殿」